# Cilgerran Castle
Cilgerran Castle (walisisk: Castell Cilgerran) er en middelalderborg, der ligger Cilgerran, Pembrokeshire, Wales, nær Cardigan. Man mener at den første borg på stedet blev opført af Gerald af Windsor omkring 1110–1115, og den skiftede hænder adskillige gange imellem engelske og walisiske tropper i de efterfølgende århundreder. Mens William Marshal, 2. jarl af Pembroke blev genopførslen af borgen i sten påbegyndt på et tidspunkt efter 1223. Efter at have været arvet igennem forskellige familier blev den til forladt omkring år 1400.
Borgen ligger ud til en klippeside, og de tilbageværende ruiner stammer fra 1200-tallet. Det var den stærkest befæstet ind mod land, og inkluderer et par store runde tårne, i stedet for et centralt keep, der stadig står.
I 1938 overgik borgen til National Trust, der driver den som en turistattraktion åben for offentligheden.